# Livezeni
Livezeni (Hongaars: Jedd) is een comună in het district Mureș, Transsylvanië, Roemenië. Het is opgebouwd uit vier dorpen, namelijk:
- Ivăneşti (Hongaars: Kebeleszentiván)
- Livezeni (Hongaars: Jedd)
- Poieniţa (Hongaars: Marosagárd)
- Sânişor (Hongaars: Kebele)

In 2004 splitste Corunca zich samen met het dorp Bozeni (Hongaars: Székelybós) af van Livezeni om een aparte comună te vormen. 

## Geschiedenis
De comună maakte deel uit van de regio Transsylvanië van het toenmalige Szeklerland. Tot 1918 maakte het deel uit van het Háromszék Comitaat van Koninkrijk Hongarije. Na het Verdrag van Trianon in 1920 werd het een deel van Roemenië.

## Demografie
De comună heeft een absolute Szeklers-Hongaarse meerderheid. Het had in 2007 zo'n 2.255 inwoners waarvan er 1.681 (74,5%) Hongaren zijn.
In 2011 was de bevolking gegroeid door suburbanisatie vanuit Târgu Mureș tot 3266 inwoners. Hiervan waren er 1008 Roemenen (30,9%), 1640 Hongaren (Szeklers) (50,2%) en 510
Roma (15,6%). De Hongaren hebben hiermee nog nipt de meerderheid in deze gemeente in het historische Szeklerland. Deze meerderheid wordt bedreigd door de inkomende Roemenen uit de stad.